# Mladen Grujić
Mladen Grujić (* 21. März 1969) ist ein ehemaliger jugoslawischer Biathlet.
Mladen Grujić erreichte den Höhepunkt seiner Karriere, als er bei den Olympischen Winterspielen 1992 in Albertville, bei der letzten Teilnahme Jugoslawiens, antrat. Nachdem er für das Einzel 79. und den Sprint 76. geworden war, kam er im Staffelrennen an der Seite von Tomislav Lopatić, Zoran Ćosić und Admir Jamak als Startläufer zum Einsatz und wurde mit diesen 19.